# القانون البيئي لجنوب إفريقيا

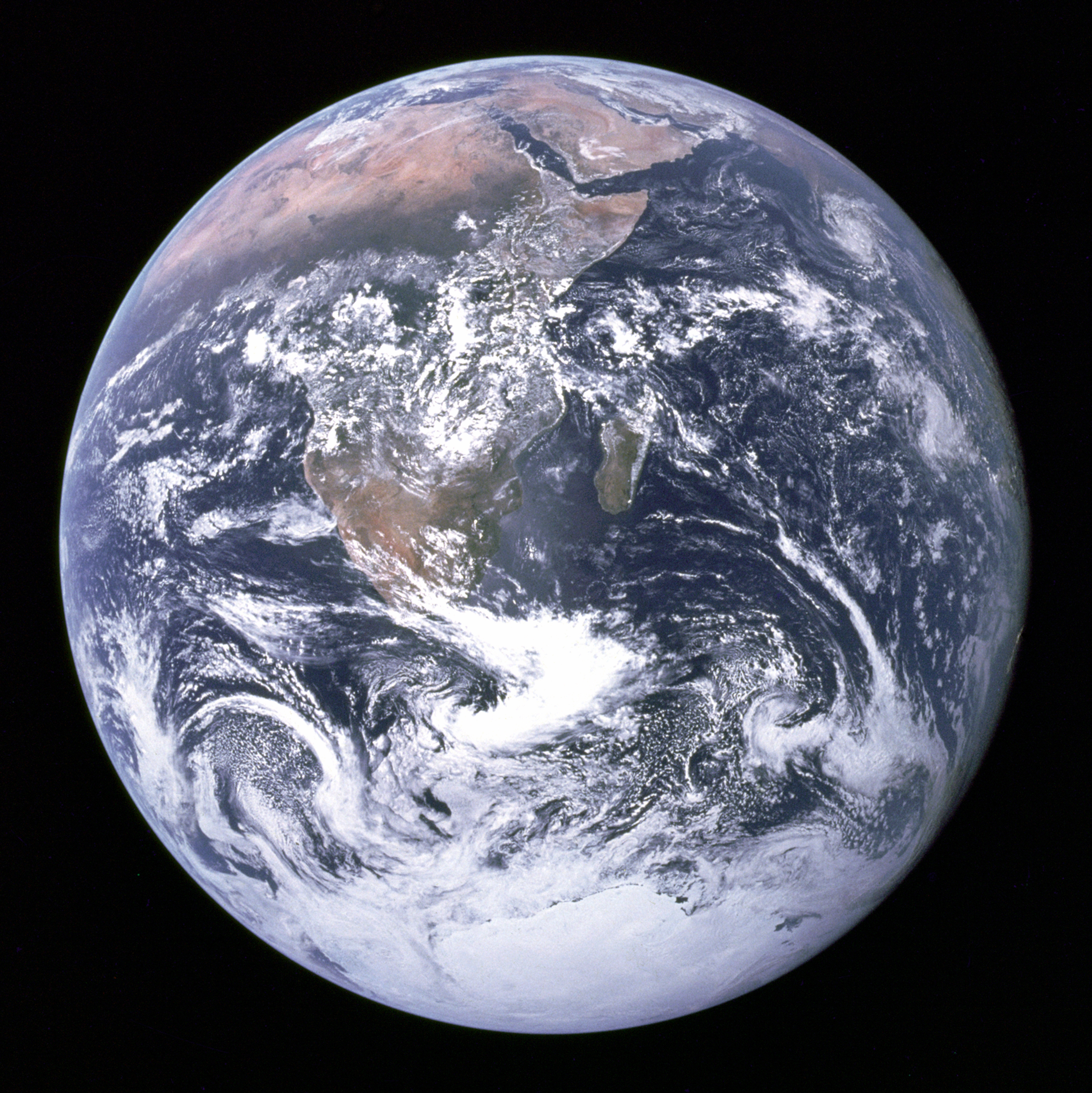

يصف القانون البيئي لجنوب أفريقيا القواعد القانونية المتعلقة بالقضايا الاجتماعية والاقتصادية والفلسفية والفقهية التي تثيرها محاولات حماية البيئة والحفاظ عليها في جنوب أفريقيا. يشمل القانون البيئي لجنوب أفريقيا الحفاظ على الموارد الطبيعية وإدارة استخدامها، بالإضافة إلى تخطيط استخدام الأراضي وتنميتها. توضع مسائل الإنفاذ بعين الاعتبار أيضًا، وذلك إلى جانب البعد الدولي، الذي كان له دور كبير في تشكيل القانون البيئي لجنوب أفريقيا. يُنظر أيضًا في دور دستور البلاد، الذي يُعتبر جوهريًا في فهم تطبيق القانون البيئي. يوفر قانون الإدارة البيئية الوطني (إن إي إم إيه) الإطار الأساسي للقانون البيئي.

## مفهوم «البيئة»
يُعرف قانون الإدارة البيئية الوطني (إن إي إم إيه) «البيئة» على أنها المحيط الذي يعيش ضمنه البشر وتتكون من:
1. الأرض والمياه وجو الأرض
2. العضويات الدقيقة والكائنات الحيوانية والنباتية
3. أي جزء أو مجموعة من أول عنصرين في هذه القائمة والعلاقات المتبادلة بينهما وفيما بينها

4-    الخصائص والظروف الفيزيائية والكيميائية والجمالية والثقافية لما سبق والتي تؤثر على صحة الإنسان ورفاهه.
بالإضافة إلى ذلك، يعرّف قانون الحفاظ على البيئة البيئة بأنها «مجموعة الأشياء والظروف والتأثيرات المحيطة التي تؤثر على حياة وعادات الإنسان أو أي كائن حي أو مجموعة من الكائنات الحية الأخرى».

## نطاق القانون البيئي
يدعي يان غلاتسفسكي أن القانون البيئي يشتمل على المجالات الثلاث التالية، «المتفردة ولكن المتداخلة فيما بينها على المستوى العام»:
1. تخطيط استخدام الأراضي وتنميتها
2. الحفاظ على الموارد وإدارة استخدامها
3. إدارة النفايات ومكافحة التلوث

## القواعد والمعايير القانونية
يشير رابي: «لا تشكل كل القواعد القانونية المتعلقة بالبيئة قانونًا بيئيًا، إذ يقتضي القانون البيئي أن القاعدة المعنية تهدف أو تُستخدم للحفاظ على البيئة».
تصف «المحافظة على البيئة» الحفاظ على الموارد الطبيعية والحد من التلوث البيئي. يتم ذلك من خلال عملية تُعرف باسم «الإدارة البيئية» وتتعلق معايير القانون البيئي بالإدارة البيئية.

### المفاهيم والمعايير الدولية الناشئة
ترد أدناه بعض المفاهيم والمعايير الدولية الناشئة في القانون البيئي، وذلك إلى جانب بعض الحالات مع مناقشة تطبيقها في جنوب أفريقيا.

#### التنمية المستدامة
تسعى التنمية المستدامة إلى التغلب على الفكرة القائلة بأنه، أثناء محاولات الاستغناء عن مصادر الطاقة التقليدية، ستضطر الحضارة للتضحية بالنمو والابتكار والتقدم. قدمت اللجنة العالمية للبيئة والتنمية لعام 1983، بدعوة من الجمعية العامة للأمم المتحدة، التعريف الأكثر ذكرًا للمفهوم:
«التنمية التي تلبي احتياجات الحاضر دون المساس بقدرة الأجيال القادمة على تلبية احتياجاتها الخاصة». ينطوي هذا الطموح على مفهومين رئيسين:
1. «مفهوم الاحتياجات، وخصوصًا الاحتياجات الأساسية للفقراء حول العالم، والتي يجب أن تكون لها الأولوية المطلقة».
2. «فكرة القيود التي تفرضها حالة التكنولوجيا والتنظيم الاجتماعي على قدرة البيئة على تلبية الاحتياجات الحالية والمستقبلية».

ينطوي هذا المفهوم على ما هو أكثر من البيئة بحد ذاتها، لذا يجب أن يكون تركيز الأهداف الحالية على الاستدامة البيئية: هدف استخدام البيئة بطريقة تلبي الاحتياجات البشرية وتضمن الحفاظ على البيئة إلى أجل غير مسمى.
تُعرف إن إي إم إيه «التنمية المستدامة» على أنها «دمج العوامل الاجتماعية والاقتصادية والبيئية في التخطيط والتنفيذ وصنع القرار لضمان أن تخدم التنمية الأجيال الحالية والمستقبلية». وتضيف على ذلك أن التنمية المستدامة تتطلب وضع جميع العوامل ذات الصلة بعين الاعتبار بما في ذلك:
- «تجنب حصول خلل في النظم الإيكولوجية وفقدان التنوع البيولوجي، أو تقليل حدوث ذلك وتداركه إن لم يكن بالإمكان تجنبه بالكامل».
- «تجنب تلوث البيئة وتدهورها، أو تقليل ذلك وتداركه إلى الحد الأدنى إن لم يكن بالإمكان تجنبه بالكامل».
- «تجنب حدوث تشويهات في المناظر الطبيعية والمواقع التي تعد جزءاً من التراث الثقافي للأمة، أو تقليل ذلك وتداركه إلى الحد الأدنى إن لم يكن بالإمكان تجنبه بالكامل».
- «تجنب تشكيل النفايات، أو تقليل ذلك وتداركه إلى الحد الأدنى إن لم يكن بالإمكان تجنبه بالكامل من خلال إعادة تدويرها أو استخدامها إذا أمكن، أو التخلص منها بصورة صحيحة».
- «يُعد استخدامُ الموارد الطبيعية المتجددة واستثمارها عادلًا ومسؤولًا، ويجب وضع استنفاذ هذه الموارد بعين الاعتبار».
- «تطوير واستخدام واستثمار الموارد المتجددة والنظم البيولوجية التي تُعد جزءًا منها لا يتجاوز المستوى الذي يعرضها للخطر».
- «أن يُطبق نهج يتحاشى المخاطرة ويتسم بالحذر ويأخذ بعين الاعتبار حدود المعرفة الحالية بشأن نتائج القرارات والإجراءات».
- «توقع الآثار السلبية على البيئة وعلى حقوق الناس البيئية ومنعها وتقليلها وتداركها إن لم يكن بالإمكان الحد منها بالكامل».[7]

#### المساواة بين الأجيال
المساواة بين الأجيال، كما يوحي الاسم، هو مفهوم المساواة بين الأجيال - الأطفال والشباب والبالغين وكبار السن. في المناقشات حول تغير المناخ تحديدًا، غالبًا ما يُشجع الناس على التفكير في الإرث الذي يتركونه لأبنائهم وأحفادهم.

#### العدالة البيئية
تنص إن إي إم إيه على أنه «يجب السعي لتحقيق العدالة البيئية، بحيث لا تُنشر الآثار البيئية السلبية بطريقة تميز بشكل غير عادل ضد أي شخص، وخاصة الأشخاص الضعفاء والمحرومين».

#### الحقوق البيئية
لا يعني هذا المصطلح أن «البيئة» لها حقوق في قانون جنوب أفريقيا، بل بالأحرى حق الناس في بيئة محمية، بما يستوفي واجبات الحكومة في كسب الثقة العامة، للأجيال الحالية والمستقبلية.
تنص المادة 24 من دستور جنوب أفريقيا على أنه «لكل شخص الحق في:
- «بيئة غير ضارة بالصحة والسلامة».«بيئة محمية، لصالح الأجيال الحالية والمستقبلية، من خلال التدابير التشريعية الصحيحة وغيرها من التدابير التي: - تحد من التلوث والتدهور البيئي

          -تعزز الحفاظ على البيئة
        -تؤمن التنمية المستدامة بيئيًا واستخدام الموارد الطبيعية مع تعزيز التنمية الاقتصادية والاجتماعية المبررة.